# Dana Gould

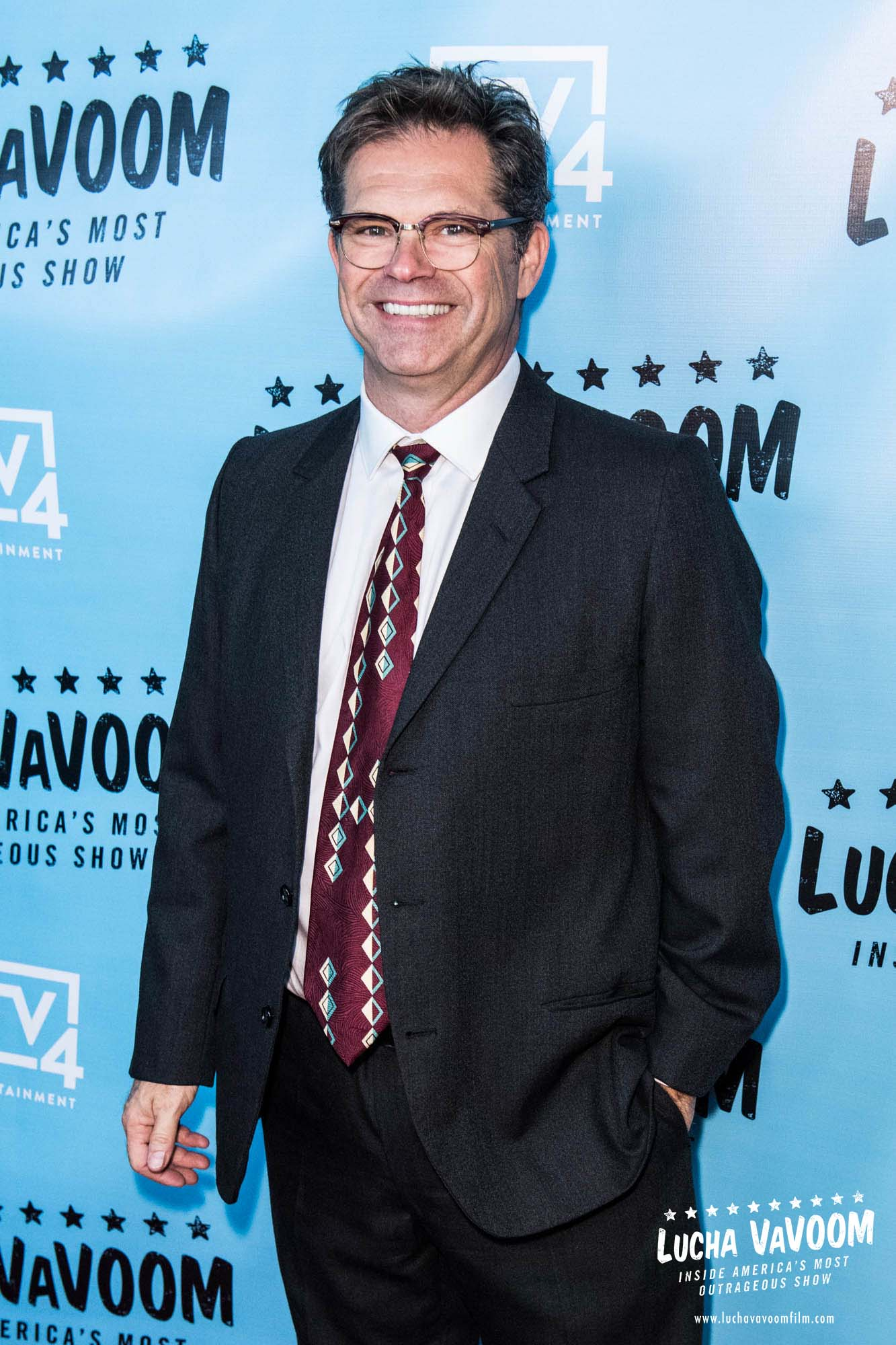
Dana Gould

Dana Jonathan Gould (* 24. August 1964 in Hopeland, Massachusetts) ist ein US-amerikanischer Komiker, Filmschauspieler und Synchronsprecher. Er gehörte zum Autorenteam von Die Simpsons.

## Leben
Dana Gould wurde im Alter von 17 Jahren als Stand-Up-Komiker aktiv. Nach der High School zog er nach San Francisco, um als Komiker durchzustarten. So wurde er als Schauspieler aktiv, spielte Sketche in der Ben-Stiller-Show und synchronisierte Zeichentrickfiguren. Von 2001 bis 2007 gehörte er zu den Autoren bei Die Simpsons. Er war dort auch als Synchronsprecher und bei über 100 Folgen als Co-Executive Producer tätig. Es folgten eine Vielzahl kleinerer TV-Auftritte. 2013 spielte er als „Tug Purcell“ in der Krimiserie Mob City mit und ab 2016 als „Kevin“ in der Serie Stan Against Evil.